# Korea Development Bank
Pour les articles homonymes, voir KDB.
Korea Development Bank (KDB) est une banque d'investissement appartenant à l'état sud-coréen. Elle est fondée en 1954 pour soutenir le développement et les projets industriels de la Corée du Sud. 
Elle est également la banque du groupe STX, qui comprend les chantiers navals STX Europe : STX France (Saint-Nazaire - Lanester), STX Finland (Turku). KDB  a décidé de vendre les chantiers STX Europe.
Le 27 juillet 2021, la banque procède à la vente des chantiers STX Offshore & Shipbuilding. Ceux-ci deviennent la Yard K Shipbuilding.